# Eriopyga simplex
Eriopyga simplex là một loài bướm đêm trong họ Noctuidae.